# Lomon
Dans ce nom coréen, le nom de famille, Park, précède le nom personnel.
Park Solomon (hangeul : 박솔로몬) dit Lomon (hangeul : 로몬) est un acteur sud-coréen, né le 11 novembre 1999 en Ouzbékistan.

## Biographie
Park Solomon naît le 11 novembre 1999 en Ouzbékistan.
Il commence sa carrière d'acteur dans la série Bride of the Century (백년의 신부), ainsi que The Legendary Witch (전설의 마녀).
En 2017, il interprète le rôle de Ji-hoon dans la série Sweet Revenge (복수노트).
En juillet, on apprend qu'avec Cho Yi-hyun et Yoo In-soo, il est choisi pour le rôle de Lee Soo-hyeok dans la série d'horreur All of Us Are Dead (지금 우리 학교는) pour Netflix en fin janvier 2022,.

## Filmographie

### Cinéma
Longs métrages
- 2016 : Horror Stories 3 (en) (무서운 이야기 3 : 화성에서 온 소녀) de Baek Seung-bin, Kim Gok, Kim Sun et Min Gyoo-dong : PZ3000 (segment Ghost of Machine)

### Télévision
Séries télévisées
- 2014 : Bride of the Century (백년의 신부) :  Choi Kang-joo, enfant
- 2014 : The Legendary Witch (전설의 마녀) : Ma Do-hyeon, enfant
- 2016 : Doctor Crush (닥터스) : Hong Ji-hong, jeune
- 2016 : Shopping King Louie (쇼핑왕 루이)
- 2017 : Lookout (파수꾼) : Yoon Si-wan, fils de Yoon Seung-ro
- 2017 : Sweet Revenge (복수노트) : Ji-hoon
- 2019 : Lookism : Tuo Wen Shuai
- 2022 : All of Us Are Dead (지금 우리 학교는) : Lee Soo-hyeok
- 2022 : Revenge of Others (3인칭 복수) : Ji Su-Heon
- 2024 : Branding in Seonsu (브랜딩 인 성수동 ) : So Eun-Ho